# Mikhaïl Semionovitch Vorontsov
Pour les articles homonymes, voir Mikhaïl Vorontsov et Vorontsov.
 (mai 2016).
Si vous disposez d'ouvrages ou d'articles de référence ou si vous connaissez des sites web de qualité traitant du thème abordé ici, merci de compléter l'article en donnant les références utiles à sa vérifiabilité et en les liant à la section « Notes et références ».
Mikhaïl Semionovitch Vorontsov (en russe : Михаил Семёнович Воронцов ; 30 mai 1782-18 novembre 1856), prince russe et maréchal, s'est illustré au cours des  guerres napoléoniennes, et en menant la conquête russe du Caucase de 1844 à 1853.
Il est le fils du comte Semion Romanovitch Vorontsov et de la compositrice Catherine Séniavina, le frère de Catherine, comtesse de Pembroke et le neveu du chancelier impérial Alexandre Romanovitch Vorontsov. Il grandit à Londres avec son père, où il reçoit une éducation brillante. En 1803-1804 il sert pour la première fois dans le Caucase sous les ordres de Paul Tsitsianov et de Gouliakov, et manque de mourir au désastre de Zakatalo (15 janvier 1804).
De 1805 à 1807, il combat les troupes napoléoniennes, notamment aux batailles de Pułtusk et de Friedland. De 1809 à 1811, il participe à la guerre contre les Turcs et s’illustre par son courage dans quasiment tous les moments importants.

## Guerres napoléoniennes
Il commande la division des grenadiers dans la seconde armée de l’ouest du prince Piotr Bagration pendant l’invasion de Napoléon Ier en 1812. À Borodino sa division se retrouve en première ligne, face à trois divisions françaises sous les ordres du maréchal Davout. Il mène lui-même plusieurs contre-attaques, l’épée à la main. Sur les 4 000 hommes que compte sa division, seuls 300 survivent à la bataille. Il est lui-même blessé, mais il se remet et revient dans l’armée en 1813. Il commande une nouvelle division de grenadiers et combat à Dennewitz et Leipzig. En 1814 à Craonne, il arrive brillamment à  retarder pendant un jour Napoléon en personne. Il participe également à la bataille de Paris. Par la suite, il commande les corps d’occupation en France de 1815 à 1818.

## Gouverneur de la Nouvelle-Russie
Le 7 mai 1823, il est nommé gouverneur-général de Nouvelle-Russie (qui regroupe des provinces du sud de l’actuelle Ukraine et des steppes russes vers la mer d’Azov) et namestnik (ru) (équivalent de vice-roi) de Bessarabie. Sous sa direction, la Crimée et Odessa en particulier se développent, et il est le premier à lancer des bateaux à vapeur sur la mer Noire en 1828, créé le collège maritime de Kherson. La même année débute une nouvelle guerre avec les Turcs et il remplace le prince Menchikov, blessé, comme commandant des forces qui assiègent Varna, qui tombe le 28 septembre. Dans la campagne de 1829 c’est grâce à ses efforts que la peste qui sévit en Turquie ne pénètre pas en Russie. C’est à cette époque que sa femme (née comtesse Élisabeth Branicka, fille de François-Xavier de Korczak-Branicki et d'Alexandra von Engelhardt) aurait eu une liaison avec Alexandre Pouchkine qui lui aurait écrit plusieurs poèmes, durant son séjour à Odessa.

## Guerre du Caucase
En 1844, il est nommé commandant en chef et vice-roi du Caucase. Pour sa campagne contre Chamil, chef des tribus luttant contre les Russes, il est élevé à la dignité de prince, avec le titre d’Altesse Sérénissime. En 1848 il contrôle environ les deux tiers du Daghestan et les Russes sont donc bien implantés dans le Caucase. Au début de l’année 1853, il est autorisé par le tsar à se retirer en raison de ses nombreuses blessures et infirmités. Il est fait maréchal en 1856, et meurt le 18 novembre de cette même année, à Odessa. Il est enterré dans la cathédrale de la Transfiguration d'Odessa.

## Portant son nom
Il était le propriétaire du célèbre palais Vorontsov en Crimée. Le Palais Vorontsov et le Phare Vorontsov à Odessa portent son nom.